# 血色恋人
《血色恋人》（羅馬化：Sai Rak Sai Lueat）是一部由提拉达·迈特瓦拉育（Alek）、耶娜·萨拉斯（Gina）领衔主演的泰国爱情剧。此剧预计将在2025年4月10日通过泰国第3电视台播出。

## 演员阵容
- 提拉达·迈特瓦拉育
- 耶娜·萨拉斯
- 莎若查·瓦缇塔盼
- 图查蓬·古旺班迪
- 茶诺素妲·兰莎纳维斯
- 帕斯威奇·布拉纳努特
- 查妮达·彭西皮帕特（英语：Chanidapa Pongsilpipat）
- 芮塔·彭安 饰演 Je Dan[2]
- 柏华力·莫高彼斯彻